# جنو برايفسي جارد
جنو برايفسي جارد (بالإنجليزية: GNU Privacy Guard)‏ هو بِرْنَامِجٌ خَاصٌ بِالتَشْفِير، وهو جُزْءُ مِنْ مشروع جنو التابع لمُؤسَسْةِ البَرْمَجِياتِ الحُرْةٍ.

## وصلات خارجية
- جنو برايفسي جارد على موقع Open Hub (الإنجليزية)
- جنو برايفسي جارد على موقع Free Software Directory (الإنجليزية)
- الموقع الرسمي